# Egyéves növény

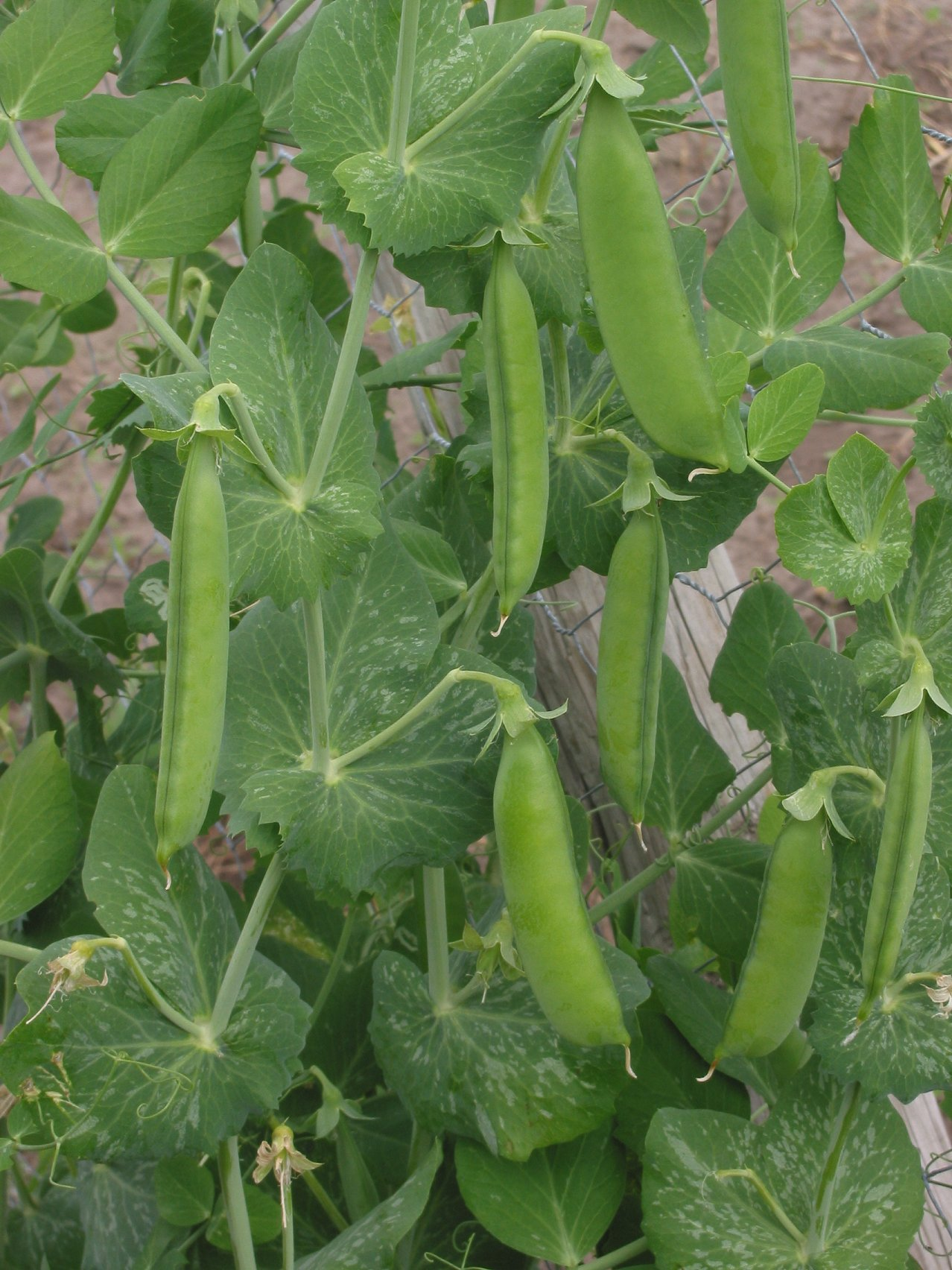
A zöldborsó egyéves növény

Egyéves növénynek vagy egynyári növénynek a botanikában az olyan lágy szárú növényeket nevezzük, melyek csíráznak, virágot hoznak és a termésérés után elpusztulnak, egy év időtartama alatt. A valódi egyéves növények csak akkor élnek egy évnél hosszabb ideig, ha valami megakadályozza, hogy teremjenek. Egyes magtalan növényeket szintén egyévesnek tekinthetünk, bár nem virágoznak.
A kertészetben egyéves növény alatt gyakran az olyan kültéri termesztésű növényeket értik, amik tavasszal és nyáron ki vannak ültetve, és csak egy tenyészidőszakot élnek túl. Számos élelmiszernövény egyéves vagy egyévesként termesztett, a legtöbb gabonanövényt beleértve. Egyes évelő és kétéves növényt egyévesként termesztenek, főleg, ha az adott éghajlaton nem hidegtűrő. A sárgarépa, zeller és a petrezselyem kétéves növények, amiket egyévesként termesztenek. A paradicsom évelő növény, amit egyévesként termesztenek.
Az egyéves növény magtól magig tartó életciklusa egyes fajokban egy hónap alatt lezajlik, bár leggyakrabban több hónapig eltart. Számos sivatagi egyéves növényt és egyes gyomnövényeket efemer növénynek neveznek, mert életciklusuk hossza mindössze néhány hét. Az év nagy részét magként várakozva töltik, várva a megfelelő csírázási körülményekre.
A valódi egyéves növények közé tartozik a kukorica, a borsó, a karfiol, a görögdinnye, a bab.
A Raunkiær-féle életforma-osztályozás szerint therophyták.

## Téli egyéves növény
A téli egyévesek olyan növények, melyeknek szintén egy év hosszúságú az élettartamuk, de ősszel vagy télen csíráznak, és késő ősszel, télen vagy kora tavasszal virágoznak. A hideg időszakban nőnek és virágoznak, mikor a legtöbb növény életműködése lelassul, illetve a többi egyéves növény mag formájában várja a melegebb időjárást. A téli egyévesek a termés meghozása után elhalnak, a magvak pedig addig várakoznak a csírázásra, míg a talaj hőmérséklete újra le nem hűl ősszel vagy télen.
A téli egyévesek általában nem emelkednek ki nagyon a talaj szintjéből, így a leghidegebb téli éjszakákat a hó borítása segíti átvészelni; növekedni a tél melegebb időszakaiban képesek, amikor a hó megolvad. A téli egyévesek közé tartozik az árvacsalán, a madárhúr, a borbálafű. A téli egyéves növények ökológiai szerepe, hogy talajeróziót akadályozó növénytakarót biztosítanak télen és kora tavasszal, és táplálékul szolgálnak télen a madaraknak és más élőlényeknek.
Bár sokan kerti gyomként tekintenek rájuk, ez nem feltétlenül helyes nézőpont, hiszen nagy részük elhal, mire a talaj hőmérséklete megemelkedne annyira, hogy a többi növény kihajtson. Bár a termesztett növényekkel közvetlenül nem versengenek, a mezőgazdaságban gyakran mégis gyomként kezelik őket, mivel kártevő rovarok vagy gombabetegségek gazdanövényei lehetnek, amik később a termesztett növényt is megfertőzhetik. Ironikus módon az, hogy a talajt megvédik a kiszáradástól, a mezőgazdaság számára szintén problémát okozhat.
A Raunkiær-féle életforma-osztályozáson alapuló Ujvárosi Miklós rendszerében a T1 és T2 életformatípusok tartoznak ide: T1 – ősszel csírázó, kora tavaszi áttelelő egyévesek és T2 – ősszel és tavasszal egyaránt csírázó nyár eleji egyévesek.

## Fordítás
- Ez a szócikk részben vagy egészben az Annual plant című angol Wikipédia-szócikk ezen változatának fordításán alapul.  Az eredeti cikk szerkesztőit annak laptörténete sorolja fel. Ez a jelzés csupán a megfogalmazás eredetét és a szerzői jogokat jelzi, nem szolgál a cikkben szereplő információk forrásmegjelöléseként.